# Paphos-Staatswald

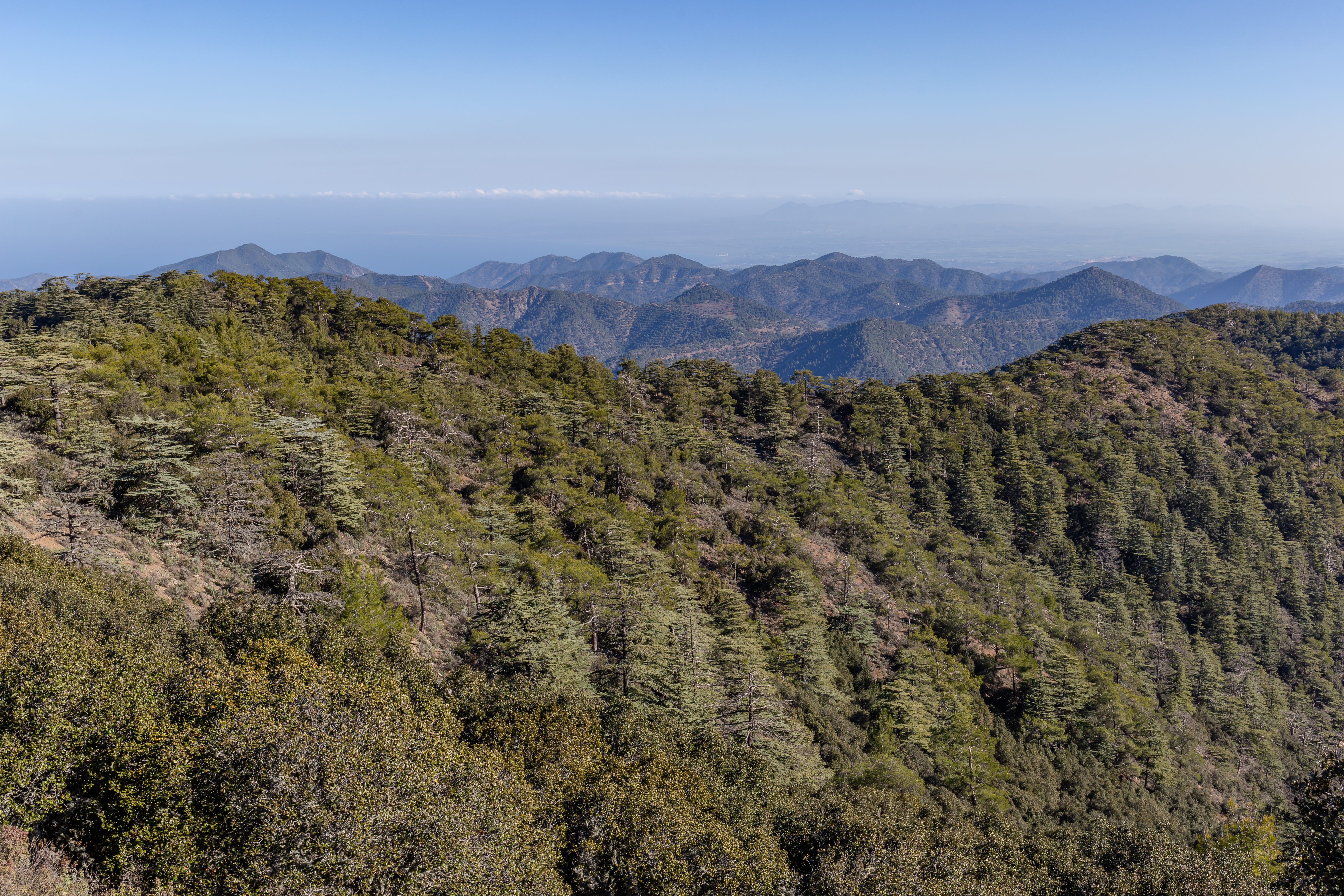
Der Paphos-Staatswald

Lage des Paphos-Staatswaldes auf Zypern

Der Paphos-Staatswald ist ein Staatswald im Troodos-Gebirge auf Zypern mit einer Fläche von 70.000 Hektar. Seit 1938 ist er ein ständiges Wildschutzgebiet.

## Flora und Fauna
Der Paphos-Staatswald ist ein Waldtyp mit sowohl Nadelbäumen wie der Kalabrischen Kiefer (Pinus brutia) und der Zypern-Zeder (Cedrus brevifolia), als auch Laubbäumen wie der Erlenblättrigen Eiche (Quercus alnifolia) und der Morgenländischen Platane (Platanus orientalis).
Zudem ist er Lebensraum des Zypern-Mufflons, des Rotfuchses und der Zypern-Maus. Außerdem kommen im Wald acht Schlangenarten sowie eine große Vielfalt an Echsen- und Froscharten vor.

## Organisation und Wartung
Bereits im Jahr 1879 gründeten die Briten das Forstamt, und verschiedene Forststationen wurden zum Schutz des Waldes errichtet. Insgesamt gab es 18 Forststationen, von denen heute noch 7 in Betrieb sind. Mit der Verdichtung des Straßennetzes sowie dem Aufkommen moderner Kommunikationsmittel und motorisierter Fahrzeuge war es nicht mehr notwendig, alle Stationen dauerhaft zu besetzen. Zu den Stationen zählten jene in Livadi, Vrodisa, Agios Merkourios, Strombos, Ippi, Pera Vasa, Platania, Mavres Sytzes und Gefyrka. Der zweitwichtigste Forststützpunkt im Paphos-Wald, Agia, ist seit 1967 vorübergehend geschlossen.
Die wichtigste Forststation befindet sich in Stavros tis Psokas, wo sich auch das Verwaltungszentrum und die Baumschule des Waldes befinden. Weitere aktive Stationen sind jene von Lysos, Gialia, Pano Pyrgos, Kampos, Agios Nikolaos und Panagia.
Der Wald lieferte auch bedeutende Mengen an Bau- und Nutzholz, die nicht nur den Eigenbedarf der Insel deckten, sondern auch in großem Umfang nach Ägypten und Sudan exportiert wurden. Allein im Staatswald von Paphos existierten 14 Sägewerke.
Mehrfach kam es zu Waldbränden, besonders in den Jahren 1924, 1956, 1964 und 1974. Die Brände von 1974 wurden durch Napalm der türkischen Streitkräfte während der türkischen Invasion in Zypern ausgelöst. Bis 1982 wurden die betroffenen Flächen wieder aufgeforstet, und heute gilt der Wald als sehr gut geschützt. Die Republik Zypern hat darüber hinaus zusätzliche Maßnahmen zum umfassenden Schutz des Waldes eingeführt.